# Amalie Malling
Pour les articles homonymes, voir Malling (homonymie).
Amalie Malling (née le 15 septembre 1948 à Lübeck en Allemagne) est une pianiste classique danoise.

## Biographie
Elle étudie le piano au conservatoire de Hanovre et travaille régulièrement avec Alfred Brendel. Elle s’installe ensuite au Danemark en 1961 où elle remporte le premier prix du Concours de piano scandinave, puis donne une série de récitals et de concerts. 
Portée vers la musique contemporaine, elle crée de nombreuses pièces de compositeurs danois dont elle est la dédicataire. Depuis 1981, elle est professeur à l’Académie royale de musique de Copenhague.